# Argote
Argote es una localidad del municipio burgalés de Condado de Treviño, en la Comunidad Autónoma de Castilla y León (España). 

## Ubicación
Las localidades limítrofes más cercanas son: 
| Noroeste: Pedruzo                |            | Nordeste: Saraso y Ogueta |
| Oeste: Arana                     |            |                           |
| Suroeste: San Martín de Galvarín | Sur: Torre | Sureste: Samiano          |

## Demografía
Evolución de la población
| Gráfica de evolución demográfica de Argote entre 2000 y 2020       |
|                                                                    |
| Población de derecho (2000-2017) según el padrón municipal del INE |

## Historia
Así se describe a Argote en el tomo II del Diccionario geográfico-estadístico-histórico de España y sus posesiones de Ultramar, obra impulsada por Pascual Madoz a mediados del siglo XIX:

Aldea en la provincia, audiencia territorial y capitanía general de Burgos (12 leguas), partido judicial de Miranda de Ebro (4), diócesis de Calahorra (14), ayuntamiento de Treviño; Situada en el centro del condado de este nombre, junto al río ayuda, combatiéndola los vientos N y O, y con clima sano, si bien algo propenso a enfermedades catarrales. Tiene 12 casas; escuela de primeras letras, a la que asisten también los niños de los pueblos de Torre, San Martín, Samiano y Mesanza, los cuales satisfacen al maestro 24 fanegas de trigo anuales; y 1 iglesia parroquial dedicada a la Asunción de Nuestra Señora, cuya feligresía se halla reunida a la de Saraso, y servidas ambas por 1 cura de nombramiento del prelado. Una fuente de medianas aguas que hay dentro del pueblo, y 1 molino harinero situado a 200 pasos del mismo, titulado de Quintana por llamarse así su dueño, abastecen a los vecinos de lo necesario para el consumo doméstico. Confina el término N con Saraso; por E con Samiano, por S con Torre, y por O con Pedruzo, todos a ¼ de legua. El terreno es de mediana calidad fertilizándole en parte las aguas del ya mencionado río Ayuda. Los caminos son de pueblo a pueblo y se hallan en estado mediano; recibiéndose la correspondencia en Treviño los jueves y domingos, y entregándose los mismos días; Producciones: trigo, centeno, cebada, avena, maíz, patatas y legumbres; cría ganado lanar y el vacuno y caballar necesario para los trabajos del campo; caza de perdices y liebres, y pesca de truchas, barbos y otros peces; Industria: el molino harinero de que ya se ha hecho mérito. Población: 9 vecinos, 60 almas. Capital productivo: 24.000 reales. Imponible: 1.228.
Diccionario geográfico-estadístico-histórico de España y sus posesiones de Ultramar

## Cultura

### Patrimonio material
- Iglesia de la Asunción de Nuestra Señora.[3]
- Casa Social del Sindicato Agrícola Católico, constituida el 15 de julio de 1917.[4]
- Edificio de la Hermandad Sindical de Labradores y Ganaderos.